# Рамсі (Естонія)
Рамсі (ест. Ramsi alevik) — селище в Естонії, у волості Вільянді повіту Вільяндімаа.

## Населення
Чисельність населення на 31 грудня 2011 року становила 633 особи.

## Історія
З 19 грудня 1991 до 5 листопада 2013 року селище входило до складу волості Пярсті.